# Кейн, Дэн
Джон Дэ́ниел (Дэн) Кейн (англ. John Daniel Caine; род. 10 августа 1968, Элмайра, штат Нью-Йорк, США) — американский генерал ВВС США и венчурный капиталист, бывший заместитель директора ЦРУ по военным вопросам (2021—2024). 21 февраля 2025 года был номинирован Дональдом Трампом на пост председателя Объединённого комитета начальников штабов после увольнения генерала Чарльза К. Брауна-младшего. 11 апреля Сенат США утвердил кандидатуру Кейна.
Вскоре после окончания Военного института Виргинии в 1990 году Кейн служил на различных должностях в Военно-воздушных силах США. С 2018 по 2019 год занимал должность заместителя командующего операцией «Непоколебимая решимость» в Ираке, а с 2019 по 2021 год — директора программ особого доступа в Управлении заместителя министра обороны по закупкам и обеспечению.
После отставки генерала Чарльза Брауна был выдвинут президентом Дональдом Трампом в качестве кандидата на пост председателя Объединённого комитета начальников штабов (ОКНШ). В случае утверждения Сенатом Кейн станет первым председателем ОКНШ, который никогда не занимал должность генерала или адмирала до вступления в должность, и вторым, кто находился в отставке на момент утверждения после Максвелла Д. Тейлора.

## Ранняя жизнь и образование
Джон Дэниел Кейн родился 10 августа 1968 года в больнице Святого Иосифа в Элмайре (штат Нью-Йорк). Он был первым ребёнком в семье лётчика-истребителя Стивена Аллена Кейна и Кэтрин Джонстон Кейн. Окончил Американскую среднюю школу Хана в Рейнланд-Пфальц (Германия). В 1990 году Кейн окончил Военный институт Виргинии, получив степень по экономике. Позже он окончил Американский военный университет, получив степень магистра по специальности «Война в воздухе».

## Карьера

### Военная карьера
Кейн был призван в армию через Корпус подготовки офицеров запаса Военного института Виргинии в 1990 году; по состоянию на февраль 2025 года у него было 150 боевых часов и два срока службы в Ираке. Кейн был среди пилотов, которые защищали воздушное пространство над Вашингтоном после терактов 11 сентября в качестве начальника вооружения и тактики 121-й истребительной эскадрильи. Кейн был внештатным членом Военно-воздушных сил Национальной гвардии с 2009 по 2016 год. С 2018 по 2019 год он занимал должность заместителя командующего операцией «Непоколебимая решимость», а с 2019 по 2021 год был директором программ специального доступа в Управлении заместителя министра обороны по закупкам и обеспечению. В 2021 году Кейн получил звание генерал-лейтенанта. Он занимал должность заместителя директора по военным вопросам с ноября 2021 года по декабрь 2024 года. За свое «агрессивное» поведение в качестве пилота он получил прозвище «Разин Кейн», что является отсылкой к фразе «Воскрешение Каина» — для человека, который доставляет неприятности.

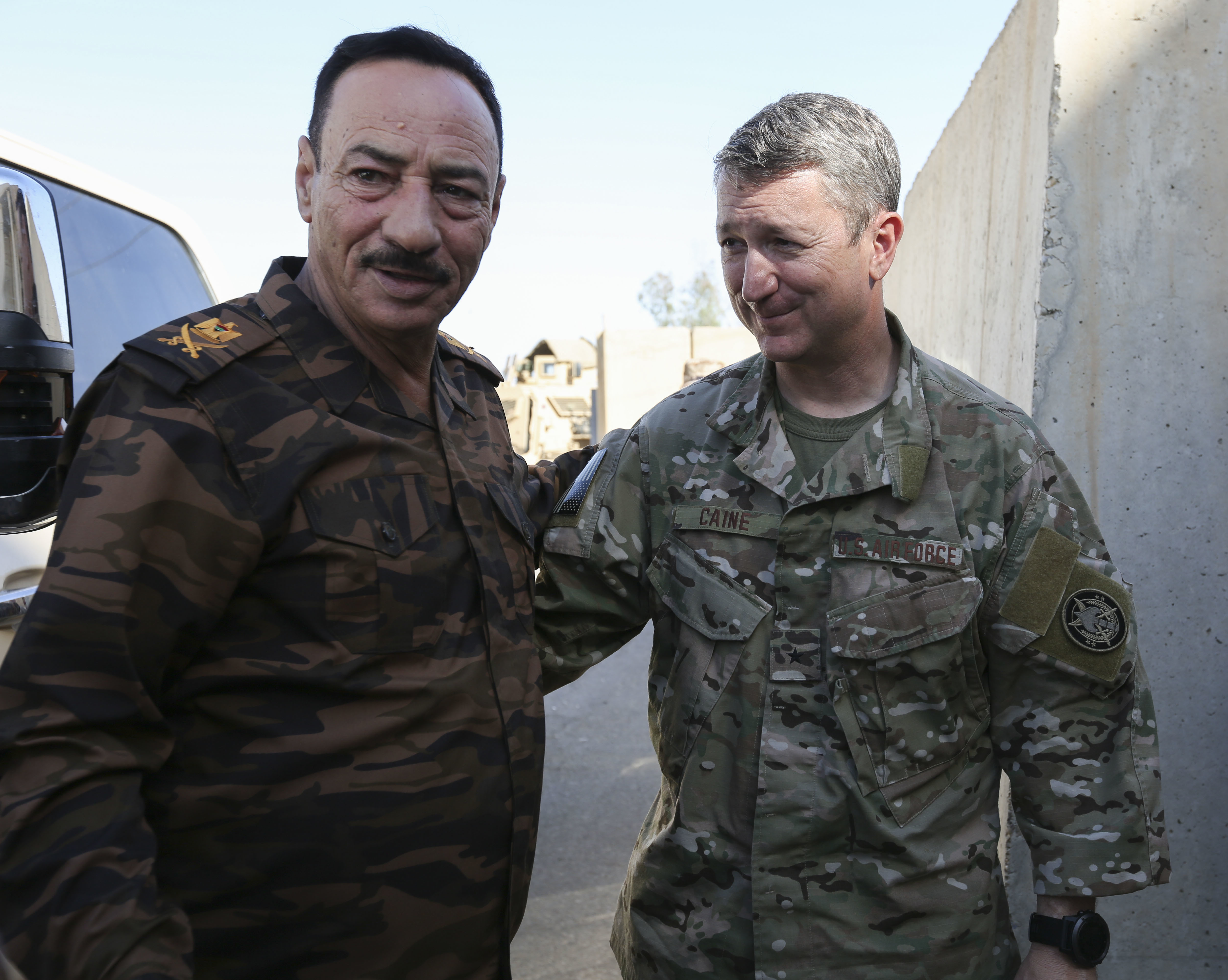
Кейн в Ираке в 2018 году

### Гражданская карьера
Кейн был специальным помощником министра сельского хозяйства США. Он также занимал должность директора по политике борьбы с терроризмом в Совете внутренней безопасности в рамках программы стипендиатов Белого дома. Во время вторжения в Ирак в 2003 году Кейн разработал план противодействия ракетам «Скад», которыми располагали иракские войска. В биографии ВВС он описан как «серийный предприниматель и инвестор». Согласно его странице в LinkedIn, он консультировал компанию Voyager, занимающуюся космическими технологиями. В январе 2025 года он присоединился к венчурной компании Shield Capital. Он является партнёром Ribbit Capital и консультантом Thrive Capital, а также соучредителем RISE Air.

## Председатель Объединённого комитета начальников штабов

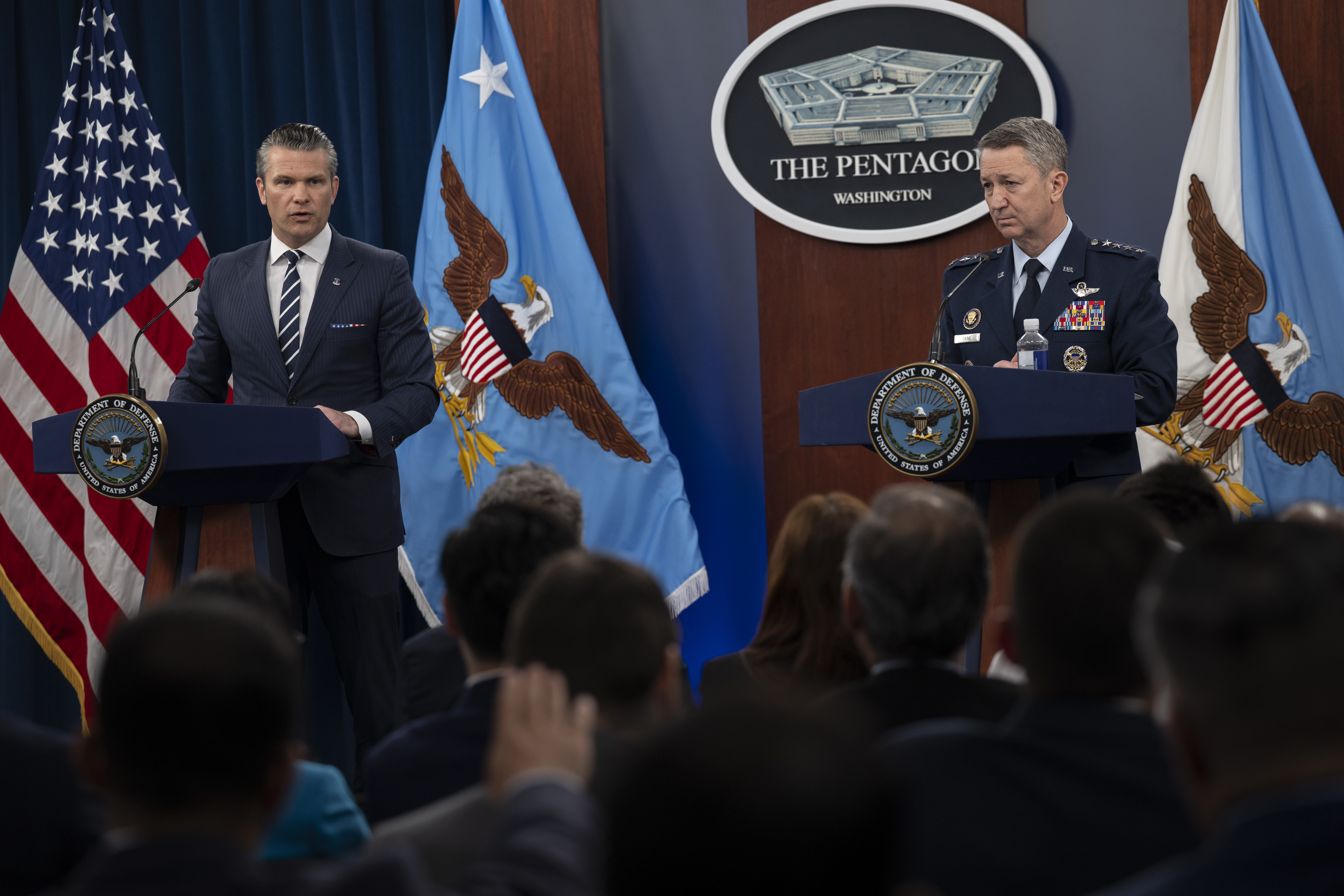
Брифинг в Пентагоне после начала американских ударов по Ирану (22 июня)

21 февраля 2025 года президент Дональд Трамп уволил председателя Объединённого комитета начальников штабов (ОКНШ) Чарльза Брауна, назвав Дэна Кейна своим кандидатом на замену. Выступая на Конференции консервативных политических действий в 2019 году, Трамп сказал, что впервые встретил Кейна в Ираке в декабре 2018 года. Кейн якобы утверждал, что может победить ИГИЛ за неделю, и просил разрешения начать массовые удары. Трамп заявил, что Кейн носил кепку MAGA, но его помощники эту деталь оспаривают: действующим военнослужащим не разрешается носить политическую атрибутику. По данным The New York Times, Кейн встречался с Трампом и вице-президентом Джей Ди Вэнсом за неделю до выдвижения кандидатуры на должность председателя ОКНШ. Позже газета The Times сообщила, что Кейн рассматривался на эту должность вместо командующего Центральным командованием ВС США Майкла Куриллы.
В случае утверждения Сенатом Кейн станет первым председателем Объединённого комитета начальников штабов, который никогда не был генералом или адмиралом до вступления в должность, и вторым, кто был в отставке на момент утверждения. Раздел 10 Кодекса США требует, чтобы председателем ОКНШ был командующий боевыми действиями, вице-председатель ОКНШ или высший офицер в форме в одном из шести родов войск, хотя президент может ходатайствовать об освобождении от этого требования в Конгрессе.

## Личная жизнь
В ноябре 1992 года Кейн обручился с Сарой Линн Мартин, маркетинговым координатором Western Sizzlin'. Пара поженилась в январе 1993 года в епископальной церкви Эммануила в Гаррисонберге (Виргиния).

## Награды и знаки отличия
Награды и знаки отличия Кейна включают:
| | |                                                         |  |
| | | Бронзовый пучок дубовых листьев                         |  |
| | Бронзовый пучок дубовых листьев                                                                                  | Бронзовый пучок дубовых листьев                         |  |
| | Бронзовый пучок дубовых листьев · Бронзовый пучок дубовых листьев                                                |                                                         |  |
| | Литера «V» · Бронзовый пучок дубовых листьев · Бронзовый пучок дубовых листьев · Бронзовый пучок дубовых листьев |                                                         |  |
| | Бронзовая звезда за службу                                                                                       | Бронзовая звезда за службу · Бронзовая звезда за службу |  |
| | |                                                         |  |
| Серебряный пучок дубовых листьев · Бронзовый пучок дубовых листьев · Бронзовый пучок дубовых листьев | |                                                         |  |

| Знак командного пилота                                  |                                                         |                                                         |                                                         | | | | |                                                                  |                                                                  |                                                                  |                                                                  |
| Медаль «За выдающиеся заслуги» Министерства обороны     | Медаль «За выдающиеся заслуги» Министерства обороны     | Медаль «За выдающиеся заслуги» Министерства обороны     | Медаль «За выдающиеся заслуги» Министерства обороны     | Крест лётных заслуг                                                                                    | Крест лётных заслуг                                                                                    | Крест лётных заслуг                                                                                    | Крест лётных заслуг                                                                                    | Бронзовая звезда с бронзовым дубовым листом                      | Бронзовая звезда с бронзовым дубовым листом                      | Бронзовая звезда с бронзовым дубовым листом                      | Бронзовая звезда с бронзовым дубовым листом                      |
| Медаль «За заслуги» Министерства обороны                | Медаль «За заслуги» Министерства обороны                | Медаль «За заслуги» Министерства обороны                | Медаль «За заслуги» Министерства обороны                | Медаль «За похвальную службу» с бронзовым дубовым листом                                               | Медаль «За похвальную службу» с бронзовым дубовым листом                                               | Медаль «За похвальную службу» с бронзовым дубовым листом                                               | Медаль «За похвальную службу» с бронзовым дубовым листом                                               | Воздушная медаль с бронзовым дубовым листом                      | Воздушная медаль с бронзовым дубовым листом                      | Воздушная медаль с бронзовым дубовым листом                      | Воздушная медаль с бронзовым дубовым листом                      |
| Медаль за достижения в воздухе                          | Медаль за достижения в воздухе                          | Медаль за достижения в воздухе                          | Медаль за достижения в воздухе                          | Медаль поощрения за службу в ВВС и космосе с двумя бронзовыми дубовыми листьями                        | Медаль поощрения за службу в ВВС и космосе с двумя бронзовыми дубовыми листьями                        | Медаль поощрения за службу в ВВС и космосе с двумя бронзовыми дубовыми листьями                        | Медаль поощрения за службу в ВВС и космосе с двумя бронзовыми дубовыми листьями                        | Медаль за достижения в воздухе                                   | Медаль за достижения в воздухе                                   | Медаль за достижения в воздухе                                   | Медаль за достижения в воздухе                                   |
| Медаль за достижения в ВВС                              | Медаль за достижения в ВВС                              | Медаль за достижения в ВВС                              | Медаль за достижения в ВВС                              | Награда выдающемуся подразделению ВВС и космоса с тремя бронзовыми дубовыми листьями и устройством «V» | Награда выдающемуся подразделению ВВС и космоса с тремя бронзовыми дубовыми листьями и устройством «V» | Награда выдающемуся подразделению ВВС и космоса с тремя бронзовыми дубовыми листьями и устройством «V» | Награда выдающемуся подразделению ВВС и космоса с тремя бронзовыми дубовыми листьями и устройством «V» | Награда выдающемуся подразделению ВВС и космоса                  | Награда выдающемуся подразделению ВВС и космоса                  | Награда выдающемуся подразделению ВВС и космоса                  | Награда выдающемуся подразделению ВВС и космоса                  |
| Медаль за кампанию в Ираке                              | Медаль за кампанию в Ираке                              | Медаль за кампанию в Ираке                              | Медаль за кампанию в Ираке                              | Медаль за службу национальной обороне с бронзовой звездой за службу                                    | Медаль за службу национальной обороне с бронзовой звездой за службу                                    | Медаль за службу национальной обороне с бронзовой звездой за службу                                    | Медаль за службу национальной обороне с бронзовой звездой за службу                                    | Медаль за кампанию в Ираке с двумя бронзовыми звездами за службу | Медаль за кампанию в Ираке с двумя бронзовыми звездами за службу | Медаль за кампанию в Ираке с двумя бронзовыми звездами за службу | Медаль за кампанию в Ираке с двумя бронзовыми звездами за службу |
| Экспедиционная медаль за глобальную войну с терроризмом | Экспедиционная медаль за глобальную войну с терроризмом | Экспедиционная медаль за глобальную войну с терроризмом | Экспедиционная медаль за глобальную войну с терроризмом | Служебная медаль за глобальную войну с терроризмом                                                     | Служебная медаль за глобальную войну с терроризмом                                                     | Служебная медаль за глобальную войну с терроризмом                                                     | Служебная медаль за глобальную войну с терроризмом                                                     | Лента экспедиционной службы ВВС и космоса с золотой рамкой       | Лента экспедиционной службы ВВС и космоса с золотой рамкой       | Лента экспедиционной службы ВВС и космоса с золотой рамкой       | Лента экспедиционной службы ВВС и космоса с золотой рамкой       |
| Награда за продолжительную службу в ВВС и космосе       | Награда за продолжительную службу в ВВС и космосе       | Награда за продолжительную службу в ВВС и космосе       | Награда за продолжительную службу в ВВС и космосе       | Медаль резерва вооружённых сил с серебряным песочными часами и устройством «M»                         | Медаль резерва вооружённых сил с серебряным песочными часами и устройством «M»                         | Медаль резерва вооружённых сил с серебряным песочными часами и устройством «M»                         | Медаль резерва вооружённых сил с серебряным песочными часами и устройством «M»                         | Лента за обучение в ВВС и космосе                                | Лента за обучение в ВВС и космосе                                | Лента за обучение в ВВС и космосе                                | Лента за обучение в ВВС и космосе                                |